# 이나바 쿠모리
이나바 쿠모리(영어: inabakumori, 일본어: 稲葉曇, 1995년 2월 25일~)는 일본의 음악가이자 보컬로이드 프로듀서(보카로P)이다.

## 경력
이나바 쿠모리는 2016년부터 음악을 발표하기 시작했으며, 카아이 유키를 사용한 곡인 비밀음악으로 데뷔하였다. 이나바 쿠모리는 2018년 2월에 로스트 엄브렐라가 출시된 이후 틱톡에서 널리 사용되면서 인기가 급증하였다. 또한, 2019년에는 첫 앨범인 안티 사이클론을 발표하였다.

## 수상
이나바 쿠모리의 곡인 릴레이아우터는 2023년 8월, 니코니코 동화에서 보컬로이드 음악을 기념하기 위해 개최된 보카코레 2023 Summer에서 1위를 차지하였다. 또한, 빌보드 재팬의 니코니코 보컬로이드 노래 톱 20에서도 1위를 차지하였다.